# Materialismo reductivo
En filosofía, el materialismo reductivo o reduccionista postula que todo lo que existe en la realidad puede ser explicado en términos físicos. 
Además, todos los fenómenos son solamente fenómenos físicos que se pueden explicar mediante leyes naturales.

## Contexto
En filosofía de la mente, el materialismo reduccionista o reductivo es una teoría que postula que los estados mentales pueden reducirse a estados físicos. Por ejemplo, una creencia, un deseo o un pensamiento no son nada más que ciertas configuraciones físico-químicas o neuronales del cerebro.